# Qasr Abou Hadi
Qasr Abou Hadi est un village de Libye situé à 18 km au sud-est de Syrte. Sa population est d'environ 4 890 habitants.
Selon les biographies officielles de Mouammar Kadhafi, celui-ci est né dans ce village en 1942 sous une tente bédouine.